# Troglohyphantes dekkingae
Troglohyphantes dekkingae is een spinnensoort in de taxonomische indeling van de hangmatspinnen (Linyphiidae).
Het dier behoort tot het geslacht Troglohyphantes. De wetenschappelijke naam van de soort werd voor het eerst geldig gepubliceerd in 1978 door Christa L. Deeleman-Reinhold. Ze beschreef ook de ondersoort Troglohyphantes dekkingae pauciaculeatus.
De soortnaam is een hommage aan Marietta Dekking, een studente aan de T.U. Delft, die de soort ontdekte tijdens een collectietrip in Joeslavië met de Deelemans. T. dekkingae is een grottensoort die voorkomt in West-Bosnië.